# روجر دين (عازف قيثارة)
روجر دين (بالإنجليزية: Roger Dean)‏ هو عازف قيثارة بريطاني، ولد في 16 مارس 1943 في هندون (لندن) في المملكة المتحدة، وتوفي في 3 أغسطس 2008.